# مورگان استودیوز
مورگان استودیوز (به انگلیسی: Morgan Studios) که با نام مورگان ساوند استودیوز هم شناخته می‌شود، استودیوی ضبط موسیقی در شمال غرب لندن در منطقه ویلزدن بود. برخی هنرمندان و گروه‌های مطرح انگلیسی مانند یس، بلک سبث، لد زپلین،کینکز، پینک فلوید و جترو تال آلبوم‌های خود را در این محل ضبط کردند. این استودیو نخستین استودیوی ضبط در انگلیس بود که قابلیت ضبط چندگانه ۲۴-ترکی را داشت.